# 海洋生物資源の保存及び管理に関する法律
海洋生物資源の保存及び管理に関する法律（かいようせいぶつしげんのほぞんおよびかんりにかんするほうりつ、平成8年6月14日法律第77号）は、日本国内における海洋生物資源の保存と漁業の発展、水産物の供給の安定に関する法律で、漁業法および水産資源保護法に対する一般法である。
2020年（令和2年）12月1日に廃止され、同日施行の改正漁業法に統合された。

## 主務官庁
環境省